# Grobla (Paszowice)

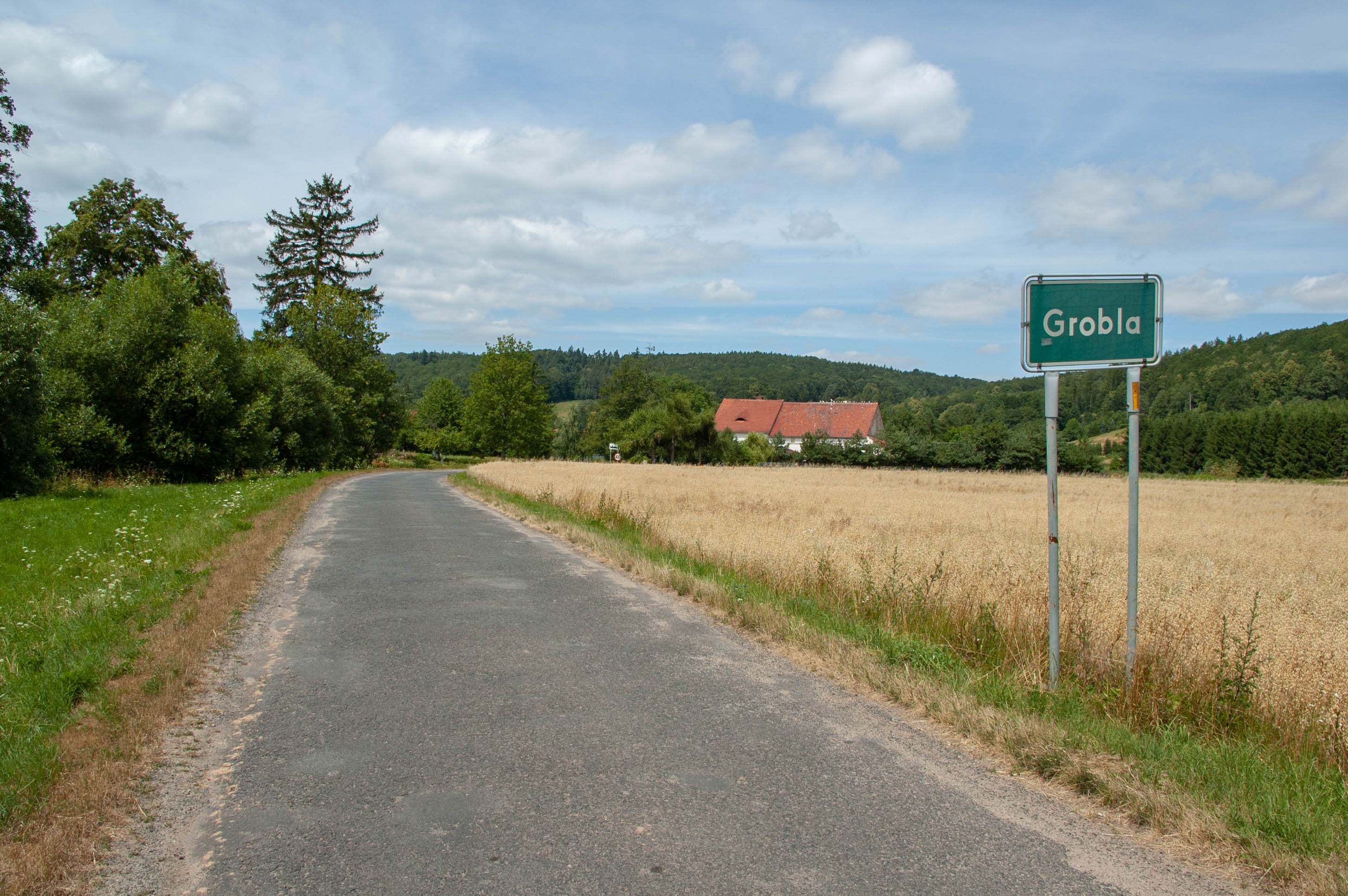
Ortseingang

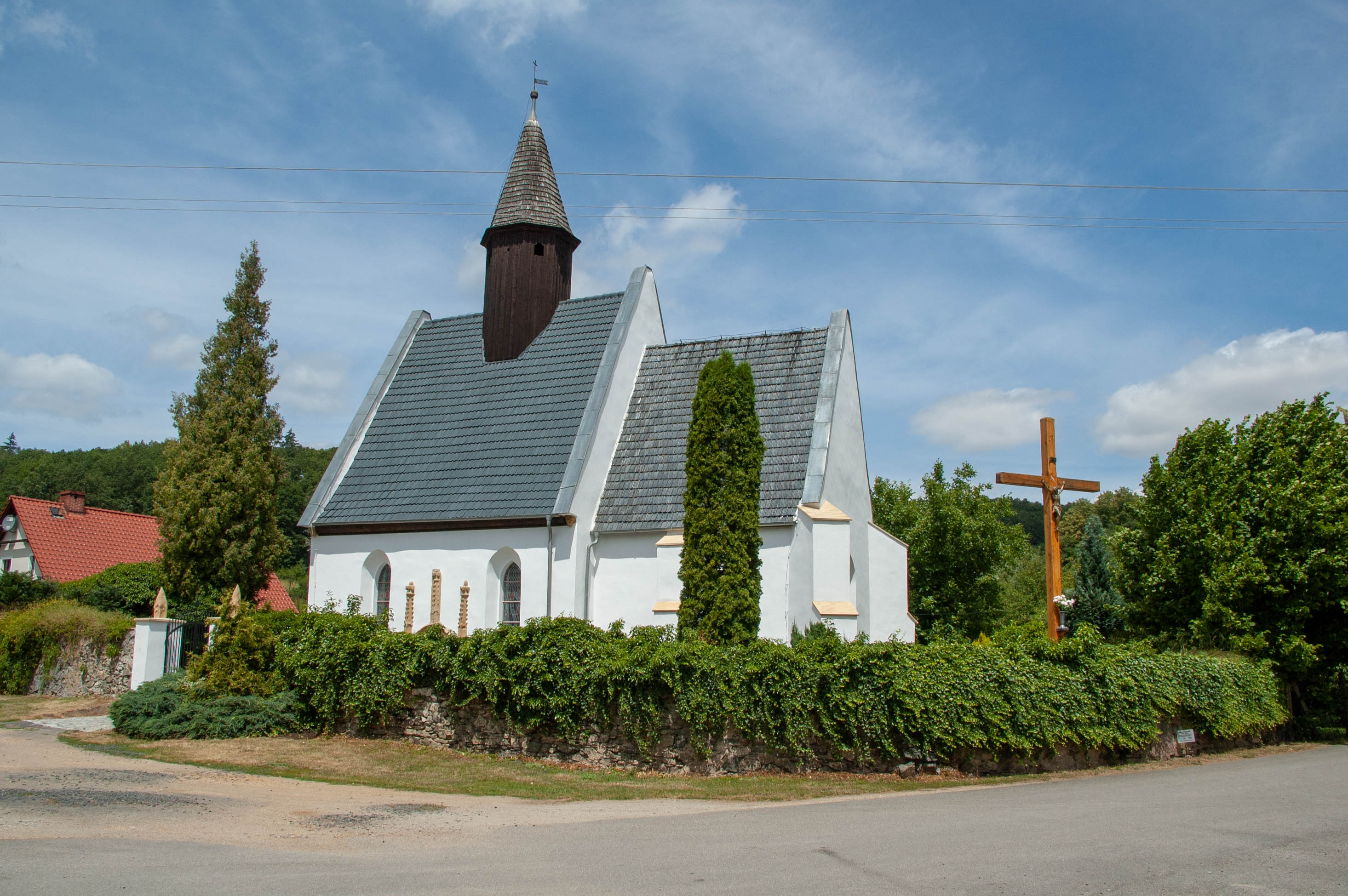
Kirche St. Anna

Grobla (deutsch Gräbel) ist ein Dorf in der Landgemeinde Paszowice (Poischwitz) im Powiat Jaworski der Woiwodschaft Niederschlesien in Polen. Es liegt in den Ausläufern des Bober-Katzbach-Gebirges.

## Demografie
Es ist das kleinste Dorf der Gemeinde Paszowice. Laut der Volkszählung hatte es 91 Einwohner (Juni 2017).

## Geographie
Grobla liegt im Südwesten Polens, im südöstlichen Teil des Bober-Katzbach-Vorgebirges, im Landschaftspark Chełmy, etwa 6,8 km nordöstlich des Zentrums von Bolków (Bolkenhain), in einem Tal der Schlucht des Flusses Kleine Neiße (polnisch Nysa Mała) in der Nähe des Naturschutzgebiets Nad Groblą. Eine Landstraße führt in den Nachbarort Kwietniki (Blumenau). 

## Eigenschaften
Grobla ist ein Streusiedlung mit einzelnen Wirtschafts- und Wohngebäuden auf beiden Seiten der Straße und des Flusses. Es ist ein landwirtschaftliches Dorf, das Ackerland und die Wiesen erstrecken sich rund um das Dorf, hauptsächlich an den Hängen des Tals. Das Dorf ist auf der Südseite von einem Mischwald und von kleinen Hügeln umgeben, im Norden wird das Dorf von den Hügeln Grabowa und Nad Groblą und im Süden von den Hügeln Zagroda und Szubienicza dominiert. 

## Geschichte
Bis 1945 hieß das Dorf Gräbel. In der vorchristlichen Zeit gab es wahrscheinlich im Bereich des heutigen Dorfes eine heidnische Kultstätte der Slawen mit einem „heiligen Hain“. Nach der Einführung des Christentums wurde das Dorf zu einem Wallfahrtsort. Im Mittelalter lag Gräbel am Rande des Herzogtums Schweidnitz-Jauer. Die älteste Erwähnung stammt aus dem Jahr 1399, als „Nassengrebil“, ein Dorf mit einer Kirche erwähnt wird. Als erste bekannte Besitzer erscheinen die Familie Schindel, deren Grabstein aus dem Jahr 1473 sich in der örtlichen Kirche befindet. Unter der Herrschaft der Schindel wurde Mitte des 15. Jahrhunderts anstelle der alten, eine neue Kirche errichtet. Weitere Eigentümer waren die Familie von Probschütz, Hans George von Reibnitz und 1654 Adam von Saurma. Zu Beginn des 17. und 18. Jahrhunderts besaßen das Gut die Familien von Zedlitz und von Nostitz. In den Jahren 1702 oder 1707 wurde das Schloss Gräbel mit erhaltenen Wassergraben und Brücken wieder aufgebaut.
Nach dem Ersten Schlesischen Krieg fiel Gräbel 1741/42 mit dem größten Teil Schlesiens an Preußen. 1785 bestand Gräbel aus einer katholischen, während der Reformation evangelischen Kirche, einem herrschaftlichen Wohngebäude einschließlich einem Vorwerk, einem Bauer, 19 Gärtnern, 33 Häuslern, zwei Wassermühlen und 211 Einwohnern. Im 19. Jahrhundert hatte das Dorf 340 Einwohner. Zu dieser Zeit bestand das Dorf aus einem großen Anwesen, zwei Wassermühlen, je einer Ziegelei, Brauerei, Brennerei und Mühle. Aus dieser Zeit stammt der 1,5 ha große Schlosspark. 1932 erwarb der Bauer Kurt Scholz das gesamte Grundstück von 135,75 ha. Die Landgemeinde Gräbel gehörte bis 1932 zum Landkreis Bolkenhain und von 1933 bis 1945 zum Landkreis Jauer.
Als Folge des Zweiten Weltkriegs fiel Gräbel mit dem größten Teil Schlesiens 1945 an Polen. Nachfolgend wurde es in Grobla umbenannt. Die deutsche Bevölkerung wurde – soweit sie nicht schon vorher geflohen war – vertrieben. Die neu angesiedelten Bewohner stammten teilweise aus Ostpolen, das an die Sowjetunion gefallen war. In den Jahren 1975–1998 gehörte der Ort zur Woiwodschaft Legnica. 

## Sehenswürdigkeiten
Nach dem Register des Nationalen Kulturerbe-Instituts von Polen sind folgende Objekte in die Liste der Denkmäler eingetragen:
- Die römisch-katholische Filialkirche St. Anna (Kościół filialny pw. św. Anny) ist eine gotische Saalkirche aus deer zweiten Hälfte des 15. Jahrhunderts, umgebaut im 16. Jahrhundert. Seit der Reformationszeit evangelisch, erhielten die Katholiken das Gotteshaus am 10. April 1654 zurück. In Inneren sind Grabplatten der Familie von Zedlitz.[5]
- Die Kirche ist umgeben von einer Kirchhofmauer an der sich ein altes Steinkreuz von unbekanntem Alter befindet. Auf dem Kreuz ist ein Messer eingraviert. Für die aufkommende Hypothese, dass dies ein sogenanntes Sühnekreuz sei, das eine Mordwaffe dargestellt, gibt es keine direkten Beweise und sie basiert ausschließlich auf der Annahme, dass alle alten monolithischen Steinkreuze Sühnekreuze seien,[6] obwohl der tatsächliche Grund für die Errichtung eines solchen Kreuzes verschieden sein kann.

- Schloss Gräbel (Pałac Grobla) wurde ursprünglich im 16. Jahrhundert als ein Herrenhaus im Renaissancestil für die Familie von Zedlitz erbaut, es war von einem Wassergraben umgeben und mit Brücken versehen. Im 19./20. Jahrhundert wieder aufgebaut. Zum Schloss gehört ein westlich gelegener naturalistischer Landschaftspark.[7]
- Mehrere Wohn- und Bauernhäuser aus der Mitte des 19. Jahrhunderts
- Wąwóz Grobla mit dem Naturschutzgebiet Nad Groblą
- Wąwóz Siedmica mit dem Naturschutzgebiet Wąwóz Siedmica
- Radogosthügel mit Aussichtsturm

## Tourismus
Ein Touristenweg führt durch das Dorf von Grobla nach Muchów und von Bolków über Myślibórz nach Złotoryja. Im Norden des Dorfes, in einer kleinen Schlucht, befindet sich ein Selbstbedienungs-Touristenheim Chatka Poganka. Der Name des nahe gelegenen Touristenhauses Poganka bezieht sich auf die historische Vergangenheit dieses Gebiets, in dem das Heidentum tief verwurzelt war. 